# Gökhan Kardeș
Gökhan Kardeș (Heusden-Zolder, 15 maggio 1997) è un calciatore turco con cittadinanza belga, difensore del Manisa 1965.

## Carriera

### Club
Cresciuto nel settore giovanile del PSV, non ha mai esordito in prima squadra. Dal 2016 al 2018 ha giocato con la seconda squadra militante in Eerste Divisie. Il 2 febbraio 2018 viene ceduto in prestito ai rumeni della Juventus Bucarest fino al termine della stagione.
Il 1º luglio 2018 viene acquistato dal Beerschot VA, formazione della seconda divisione belga. Qui non trova spazio, giocando solamente una partita intera da titolare, nella vittoria interna per 2-1 sul Roeselare. Il 15 gennaio 2019 viene girato in prestito all'Afjet Afyonspor, club della seconda divisione turca. Il 6 agosto 2019 firma un contratto con l'Erzurumspor FK.

### Nazionale
Ha giocato numerose partite con le varie nazionali giovanili turche; in aggiunta, ha anche vestito la maglia della nazionale belga Under-17.

## Statistiche

### Presenze e reti nei club
Statistiche aggiornate al 7 agosto 2021.
| Stagione              | Squadra               | Campionato            | Campionato | Campionato | Coppe nazionali | Coppe nazionali | Coppe nazionali | Coppe continentali | Coppe continentali | Coppe continentali | Altre coppe | Altre coppe | Altre coppe | Totale | Totale |
| Stagione              | Squadra               | Comp                  | Pres       | Reti       | Comp            | Pres            | Reti            | Comp               | Pres               | Reti               | Comp        | Pres        | Reti        | Pres   | Reti   |
| --------------------- | --------------------- | --------------------- | ---------- | ---------- | --------------- | --------------- | --------------- | ------------------ | ------------------ | ------------------ | ----------- | ----------- | ----------- | ------ | ------ |
| 2016-2017             | Jong PSV              | 1D                    | 6          | 0          |                 | -               | -               |                    | -                  | -                  |             | -           | -           | 6      | 0      |
| 2017-feb. 2018        | Jong PSV              | 1D                    | 7          | 0          |                 | -               | -               |                    | -                  | -                  |             | -           | -           | 7      | 0      |
| Totale Jong PSV       | Totale Jong PSV       | Totale Jong PSV       | 13         | 0          |                 | -               | -               |                    | -                  | -                  |             | -           | -           | 13     | 0      |
| feb.-giu. 2018        | Juventus Bucarest     | L1                    | 12         | 0          |                 | -               | -               |                    | -                  | -                  |             | -           | -           | 12     | 0      |
| 2018-gen. 2019        | Beerschot VA          | D2                    | 1          | 0          | CB              | 0               | 0               |                    | -                  | -                  |             | -           | -           | 1      | 0      |
| gen.-giu. 2019        | Afjet Afyonspor       | 1L                    | 15         | 0          |                 | -               | -               |                    | -                  | -                  |             | -           | -           | 15     | 0      |
| 2019-2020             | BB Erzurumspor        | 1L                    | 1          | 0          | CT              | 0               | 0               |                    | -                  | -                  |             | -           | -           | 1      | 0      |
| 2020-2021             | BB Erzurumspor        | SL                    | 13         | 0          | CT              | 3               | 0               |                    | -                  | -                  |             | -           | -           | 16     | 0      |
| Totale BB Erzurumspor | Totale BB Erzurumspor | Totale BB Erzurumspor | 14         | 0          |                 | 3               | 0               |                    | -                  | -                  |             | -           | -           | 17     | 0      |
| Totale carriera       | Totale carriera       | Totale carriera       | 55         | 0          |                 | 3               | 0               |                    | -                  | -                  |             | -           | -           | 58     | 0      |